# Waiting for the Barbarians
Waiting for the Barbarians es una película italiana de 2020 dirigida por el colombiano Ciro Guerra en su largometraje debut en idioma inglés. Está basada en la novela del mismo nombre de J. M. Coetzee.
Fue estrenada en el Festival de Cine de Venecia el 6 de septiembre de 2019.

## Reparto
- Johnny Depp como el Coronel Joll.
- Mark Rylance como el Magistrado.
- Robert Pattinson como el Oficial Mandel.
- Gana Bayarsaikhan como "La Chica".
- Greta Scacchi como Mai.
- Sam Reid como el Teniente.

## Producción
En octubre de 2016 se anunció que el cineasta colombiano Ciro Guerra se encontraba trabajando en una adaptación de la novela Esperando a los bárbaros, la cual sería su debut en idioma inglés. Mark Rylance fue luego anunciado como protagonista.
En mayo de 2018, Johnny Depp contactó a Guerra expresándole su deseo de participar en la cinta. Robert Pattinson pronto también se unió al reparto. Depp confirmó en octubre de ese año que protagonizaría la película y reveló que la filmación daría inicio a finales de ese mes en Marruecos. La etapa de producción concluyó el 14 de diciembre de 2018.

## Estreno
La película se estrenó en el Festival de Cine de Venecia el 6 de septiembre de 2019.